# Raura Ocllo
A Rahua Ocllo, ou Raura Ocllo, ou Araua Ocllo (floruit 1532), foi uma princesa e rainha consorte, Coya, do Império Inca por meio do casamento com seu irmão, o Sapa Inca Huayna Capac (r 1493–1527).

## Vida
Rahua Ocllo era filha do Inca Topa Inca Yupanqui e irmã de Huayna Capac.
Após sua sucessão ao trono em 1493, seu irmão, o Inca, primeiro casou-se com a irmã deles, Coya Cusirimay, que se tornou sua rainha. Ele também teve muitos filhos com várias concubinas. No entanto, Coya Cusirimay não teve filhos homens, e pode também ter morrido cedo. Topa Inca casou-se com outra irmã, Rahua Ocllo, que se tornou mãe de Huáscar e Chuqui Huipa.

### Reinado de Huáscar
No momento da morte de Huayna Capac em 1527, ela, sua filha e todo o harém estavam em Quito com ele. Seu esposo havia deixado seu trono em testamento para seu filho ilegítimo, seu enteado Atahualpa, mas seu próprio filho Huáscar conseguiu anular o testamento, executou os executores de seu pai e reivindicou o trono para si. Em seguida, ordenou que sua mãe, irmã e o resto do harém fossem trazidos para Cuzco, pois desejava seguir o antigo costume de se casar com sua irmã, para garantir ainda mais que sua própria linhagem de sangue fosse completamente legítima.
O casamento foi realizado com alguma dificuldade. Rahua Ocllo inicialmente recusou-se a dar seu consentimento, o que era crucial para que acontecesse. A razão relatada foi seu descontentamento pessoal com Huáscar e sua desaprovação pela execução dos executores de seu falecido marido. Diz-se que ela favorecia o filho ilegítimo de seu esposo, Atahualpa, que havia sido criado em sua casa, antes de Huáscar. Como o casamento era importante para que a sucessão continuasse sem distúrbios, isso apresentou um problema para Huáscar. Ela foi finalmente forçada a consentir, e o casamento e a coroação puderam acontecer.
Huáscar via seu irmão Atahualpa como uma ameaça e mandou executar muitas pessoas na corte porque acreditava que a lealdade delas estava vacilante. Atahualpa, que residia em uma parte diferente do reino, havia estado ausente da coroação de Huáscar. No entanto, ele enviou seus leais e porta-vozes com presentes e saudações à rainha e sua mãe em Cuzco, que os receberam gentilmente. Isso expôs ambas às suspeitas de Huáscar, que presumiu que elas pertenciam à oposição e tomavam partido de Atahualpa contra ele. Assim que os visitantes partiram, Huáscar causou uma cena ao entrar na câmara de audiência da rainha e acusar Rahua Ocllo de ser a principal conselheira de Atahualpa, e ambas de deslealdade. Tanto Rahua Ocllo quanto sua filha negaram as acusações, e Huáscar não conseguiu provar nada contra elas. No entanto, ele as colocou sob guarda e espiões foram posicionados ao redor delas para relatar cada um de seus atos.
A rainha reagiu muito mal por ser colocada em tais circunstâncias. Relata-se que ela se ofendeu tanto por estar sob vigilância, que se absteve de comer durante o dia e fazia apenas uma refeição durante a noite, para garantir que os espiões não tivessem nada a relatar, nem mesmo atividades inocentes como comer. Suas novas condições também causaram uma depressão, e ela supostamente passou a abusar da coca, tanto para dormir à noite quanto durante o dia. O mau relacionamento entre o casal real foi notado e atraiu atenção pública e má publicidade.
Quando Huáscar mandou executar vários membros da embaixada que Atahualpa havia enviado a ele em Quito, o membro restante de sua embaixada, Quilaco, apelou à rainha e sua mãe por ajuda. Quando a guerra civil eclodiu entre os dois irmãos, a situação para a rainha e sua mãe tornou-se ainda mais difícil. Quando Atahualpa escapou da custódia de seu irmão, ambas, supostamente, estiveram muito perto de serem presas e executadas.

### Reinado de Atahualpa
Em 1532, Huáscar foi derrotado e feito prisioneiro pelo exército de Atahualpa, que o exibiu publicamente como prisioneiro na capital de Cuzco após a Batalha de Quipaipan. Ao entrar na cidade, os leais a Atahualpa supostamente chamaram Rahua Ocllo de concubina em vez de rainha, a fim de apresentar Huáscar como ilegítimo. Apesar disso, Rahua Ocllo aproximou-se de seu filho capturado e deposto, repreendendo-o em público. Ela explicou que, embora ele fosse seu filho, merecia sua atual situação por causa da execução dos embaixadores de Atahualpa, por todas as suas más ações e por ter arrastado toda a sua família, incluindo ela, para a ruína sem motivo, e deu-lhe um tapa em público.